# Кандибор, Александр Иванович
Александр Иванович Кандибор - советский хозяйственный, государственный и политический деятель, Герой Социалистического Труда. 

## Биография
Родился в деревне Красное Озеро в 1917 году.
С 1928 года - на хозяйственной, общественной и политической работе. В 1928-1961 гг. — на разных работах в местном колхозе, тракторист-стахановец, комбайнёр Хакасской МТС Красноярского края, в РККА, заведующий колхозным гаражом, участник Великой Отечественной войны, комбайнёр Хакасской МТС, старший инженер по гостехнадзору Хакасского облсельхозуправления.
Указом Президиума Верховного Совета СССР от 4 июля 1951 года присвоено звание Героя Социалистического Труда с вручением ордена Ленина и золотой медали «Серп и Молот».
Избирался депутатом Верховного Совета РСФСР 4-го созыва.
Умер в 1992 году в Абакане.